# Убийцы цветочной луны
«Уби́йцы цвето́чной луны́» (англ. Killers of the Flower Moon) — американский эпический криминальный драматический фильм режиссёра Мартина Скорсезе в жанре вестерна, основанный на книге Дэвида Гранна «Убийцы цветочной луны. Нефть. Деньги. Кровь» об убийствах в округе Осейдж. Главные роли исполнили Леонардо Ди Каприо, Роберт Де Ниро и Лили Гладстоун.
Премьера состоялась на Каннском кинофестивале вне конкурсной программы 20 мая 2023 года. В ограниченный прокат фильм вышел 6 октября 2023 года, в широкий — 20 октября. 12 января состоялся релиз на Apple TV+.
Фильм был номинирован на премию «Оскар» в 10 категориях, но не выиграл ни одной, повторив историю предыдущего фильма Скорсезе «Ирландец».

## Сюжет
Фильм рассказывает о расследовании ФБР в 1920-х годах в округе Осейдж. Открытые в этих местах месторождения нефти обогатили местных жителей, индейцев из племени осейджей, но позже эти люди начали погибать от рук неизвестных убийц. ФБР отправляет в округ агентов под прикрытием, чтобы раскрыть преступления.
В центре сюжета Эрнест Беркхарт, вернувшийся с войны в округ Осейдж, где всем заправляет его дядя Уильям Хэйл, заместитель шерифа. Уильям предлагает Эрнесту присмотреться к местным девушкам, обладающим несусветным богатством, а особенно к Молли Кайл, которой он вскоре делает предложение. 
Через год, в 1918 году умирает одна из сестёр Молли, Минни, предположительно от анемии. В 1921 году от выстрела неизвестного погибает вторая сестра, Анна. Муж Минни, Билл Смит, после её смерти женится на Рите, ещё одной из сестёр Кайл. 
Молли нанимает частных сыщиков, окружённая странными смертями и не менее странными событиями и заговорами, но всех сыщиков уничтожают Эрнест и Уильям, они же и убивают первого индейского мужа Молли. Опеку над её мужем имел Уильям, который затем пытается получить деньги за его смерть у страховой компании.
Между Беркхартом и Смитом начинается скрытое противостояние за наследство Минни, что по правилам должно быть разделено между всеми родственниками: всё получит тот, чья жена умрёт последней. Молли тяжело больна диабетом, и для неё из города привозят инсулин, который почти никому не доступен, и в который, как выясняется позже, по приказу Уильяма добавляют яд. 
В скором времени умирает и мать Молли. У Молли рождается третий ребёнок. Она начинает подозревать, что её семья была отравлена, симптомы её болезни ухудшаются. Хэйл нанимает взрывателя по имени Аса Кирби, и он ликвидирует Риту и Смита, заложив взрывчатку под их дом.
Молли берёт ссуду для поездки в Вашингтон. Она боится есть в своём доме и принимает лекарства только из рук Эрнеста. В городок прибывает Том Уайт с другими агентами из ФБР, заинтересованными в расследовании, но на каждом шагу им создаются помехи из пропавших улик и молчаливых свидетелей. 
Хэйл спешит ликвидировать всех участников аферы, натравив их друг на друга. Последним он пытается избавиться от Эрнеста, заставляя его подписать документы своего наследства на Хэйла и обещая ему лучших адвокатов в случае неурядиц.
Детективы постепенно сужают круг вокруг Хэйла и Эрнеста, находя всё больше пострадавших и всё больше смертей в городке, в конце концов Эрнест сам арестован. Он даёт лживые показания, но когда их младшая дочь умирает от коклюша, решает действовать правильно. Молли спасают врачи.

## В ролях
| Актёр              | Роль                  |
| ------------------ | --------------------- |
| Леонардо Ди Каприо | Эрнест Бёркхарт       |
| Роберт Де Ниро     | Уильям Хэйл           |
| Лили Гладстоун     | Молли (Кайл) Бёркхарт |
| Джесси Племонс     | агент ФБР Том Уайт    |
| Джон Литгоу        | прокурор Левард       |
| Брендан Фрейзер    | адвокат Хэмилтон      |
| Скотт Шеперд       | Байрон Берхарт        |
| Танту Кардинал     | Лиззи Кью             |
| Кара Джейд Майерс  | Анна Браун            |
| Дженей Коллинс     | Рита                  |
| Джиллиан Дион      | Минни                 |
| Джейсон Исбелл     | Билл Смит             |
| Уильям Белло       | Генри Роан            |
| Луис Канселми      | Келси Моррисон        |
| Томми Шульц        | Блэки Томпсон         |
| Стерджилл Симпсон  | Генри Граммер         |
| Тай Митчелл        | Джон Рэмси            |
| Пит Йорн           | Айс Кирби             |
| Стив Уиттинг       | доктор Джеймс Шоун    |
| Стив Раутман       | доктор Дэвид Шоун     |
| Пэт Хили           | агент Джон Бергер     |
| Татанка Минс       | агент Джон Врен       |
| Чарли Масселуайт   | Элвин Рейнольдс       |

| Актёр            | Роль                   |
| ---------------- | ---------------------- |
| Янси Ред Корн    | шеф Бонникасл          |
| Эверетт Уоллер   | Пол Красный Орел       |
| Ларри Селлерс    | Нон-Хон-Жин-Га         |
| Гэри Басараба    | детектив Бернс         |
| Моэ Хедрик       | шериф Фрис             |
| Барри Корбин     | гробовщик Тертон       |
| Джошуа Клоуз     | Хорас Бёркхарт         |
| Элден Хенсон     | Дюк Бёркхарт           |
| Терри Аллен      | дядя Джим Бёркхарт     |
| Джо Харви Аллен  | тётя Энни Бёркхарт     |
| Сара Шпургер     | Марта                  |
| Кэтерин Уиллис   | Мирти Хейл             |
| Делани Чамберс   | Вилли Хейл             |
| Уолли Уэлш       | Боб Маунт              |
| Майкл Эбботт мл. | агент Фрэнк Смит       |
| Сэмуел Френч     | агент Си Джей Робинсон |
| Брент Лэнгдон    | Барни МакБрайд         |
| Джин Джонс       | Питтс Бити             |
| Гейб Касдорф     | Джо Джонс              |
| Рэнди Хаузер     | Скотт Мэтис            |
| Джо Крест        | адвокат Фрилинг        |
| Стив Истин       | судья Поллок           |
| Мартин Скорсезе  | продюсер радиошоу      |

## Производство
Съёмки фильма планировали начать в марте 2020 года, а бюджет должен был составить 200 миллионов долларов. Paramount Pictures отказались финансировать фильм из-за опасений провала в прокате.
Paramount была очень недовольна сценарными правками Скорсезе и Ди Каприо. Первоначальный вариант сценария, который был близок к первоисточнику, изменили, а акцент сделали на развитие характера антагонистов. Сначала Ди Каприо должен был играть агента ФБР Тома Уайта, который расследует дело. Однако в итоге он исполнил роль Эрнеста Беркхарта. Из-за этих изменений и пандемией COVID-19 съёмки были перенесены на февраль 2021 года, а затем на май того же года.
В апреле 2020 года Мартин Скорсезе начал переговоры с Netflix, Apple TV+, Universal Pictures и Metro-Goldwyn-Mayer насчёт финансирования и дистрибуции картины. Позже было объявлено, что Apple TV+ будет финансировать проект, а Paramount Pictures станет его дистрибьютором.
Создатели наняли множество коренных американцев, включая «ремесленников, поваров, переводчиков, домовладельцев, землевладельцев» и других. Съёмки проходили в исторических локациях племени Осейдж, в округе Осейдж (Оклахома), где происходили события фильма.
В феврале 2021 года к актёрскому составу присоединились Лили Гладстоун и Джесси Племонс, чтобы исполнить роль Молли Беркхарт и Тома Уайта соответственно.
В том же месяце Скорсезе и Ди Каприо встретились с представителями культуры Осейджей для обсуждения фильма.
В марте 2021 года к проекту присоединились четыре актрисы индейского происхождения: Танту Кардинал, Кара Джейд Майерс, Дженей Коллинз и Джиллиан Дион.
В августе к актёрскому составу присоединились Брендан Фрейзер и Джон Литгоу.
Съёмки фильма начались 15 апреля в Оклахоме и завершились 1 октября 2021 года.
В мае 2022 года прошли дополнительные съёмки, связанные с финалом картины.
Роберт Де Ниро во время съёмок фильма в Оклахоме повредил ногу и был вынужден прервать съёмки.
Несмотря на новейшие цифровые технологии, фильм снят на обычную кинопленку Kodak Vision.

### Музыка
Музыку к фильму написал частый сотрудник Скорсезе Робби Робертсон из группы the Band. В фильме также играет саундтрек, состоящий из популярной музыки 1920-х годов и песен коренных американцев. Это последняя работа Робертсона как композитора к фильму перед его смертью в августе 2023 года.

## Премьера, отзывы и оценки
Ожидалось, что премьера состоится в 2022 году и фильм будет заявлен на 95-й церемонии вручения премии «Оскар», но в связи с затянувшимся постпродакшеном релиз был отложен на год.
Премьера состоялась на 76-м Каннском кинофестивале в мае 2023 года. Зрители после просмотра приветствовали фильм 9-минутными аплодисментами.
В конце марта 2023 года стало известно, что фильм выйдет в ограниченный прокат 6 октября 2023 года, а с 20 октября станет доступен для всех зрителей на Apple TV+. Однако в августе 2023 года сообщили, что вместо ограниченного проката триллер выйдет в широкий прокат 20 октября, а новая дата выхода на Apple TV+ оставалась неизвестной. Причины замены ограниченного проката на широкий не оглашались, но, вероятно, они были связаны с забастовками SAG-AFTRA и AMPTP и невозможностью продвижения фильма ведущими актёрами. В странах СНГ фильм вышел 26 октября.
В России для озвучивания персонажа Леонардо Ди Каприо был приглашён петербургский актёр Владимир Маслаков, а не его фактически официальный голос на протяжении 13 фильмов Сергей Бурунов.
Режиссёр Фрэнсис Форд Коппола положительно отозвался о фильме у себя на странице в социальных сетях, заявив, что Скорсезе «величайший из ныне живущих режиссёров», а его фильм — «нечто из ряда вон выходящее».
По данным агрегатора рецензий Rotten Tomatoes фильм имеет рейтинг 93 % на основе 472 отзывов, а средняя оценка составляет 8,6 из 10.
По итогам 2023 года многие издания включили «Убийц цветочной луны» в свои списки лучших фильмов года, в том числе BBC , Deadline , Empire, The Guardian , IndieWire , Rolling Stone ,  Time Out , Vulture , «Кинопоиск». Издание New Yorker и Британский институт кино назвали «Убийц цветочной луны» лучшим фильмом года. По данным сайта criticstop10, аггрегирующего топы изданий, более 300 изданий включили фильм в свои списки — больше, чем любой другой за 2023 год.